# 艾奥瓦州参议院
艾奥瓦参议院（英語：Iowa Senate）是美国艾奥瓦总议会的上議院，共有50名议员，每届任期4年，沒有連任限制。参议院议长由全體參議員互選產生，现任议长为共和黨籍的艾米·辛克萊。